# Система классификации GRADE (здравоохранение)
Подход GRADE (Система классификации, оценки, разработки и экспертизы рекомендаций) — это метод оценки достоверности в доказательствах (также известный как качество доказательств или оценки достоверности результатов) и усиление рекомендаций в сфере здравоохранения. Он обеспечивает структурированную и прозрачную оценку важности результатов альтернативных стратегий управления, признания пациентов и общественных ценностей и предпочтений, а также комплексных критериев понижения и повышения достоверности данных. Это имеет важные последствия для тех, кто обобщает фактические данные для систематических обзоров, оценок технологий здравоохранения и руководств по клинической практике, а также для других лиц, принимающих решения.

## Актуальность и история
Суждения о фактических данных и рекомендации в сфере здравоохранения являются сложными. Медицинские доказательства и последующие рекомендации предоставляют лица, принимающие решения, с разной степенью уверенности в этих доказательствах. Источники доказательств варьируются от небольших лабораторных исследований или отчетов о случаях до хорошо спланированных больших рандомизированных контролируемых исследований, которые в значительной степени минимизировали предвзятость. GRADE началась в 2000 году как сотрудничество методологов, разработчиков руководств, специалистов по биостатистике, клиницистов, ученых в области общественного здравоохранения и других заинтересованных участников. Компания GRADE разработала и внедрила общий, прозрачный и разумный подход к оценке качества доказательств (также известная как уверенность в доказательствах или доверие к оценке эффекта) и усилению рекомендаций в области здравоохранения. Подход GRADE отделяет рекомендации, следующие от оценки доказательств как сильных или слабых. Рекомендации использовать или не использовать опцию (например, вмешательство) должны основываться на компромиссах между желаемыми последствиями следования рекомендациям, с одной стороны, и нежелательными последствиями, с другой (таблица 2). Если желательные последствия перевешивают нежелательные последствия, лица, принимающие решения, порекомендуют вариант, и наоборот. Неопределенность, связанная с компромиссом между желательными и нежелательными последствиями, будет определять силу рекомендаций. Критерии, которые определяют этот баланс последствий, перечислены в таблице 2. Кроме того, они предоставляют лицам, принимающим решения (например, клиницистам, другим поставщикам медицинских услуг, пациентам и лицам, определяющим политику), руководство по использованию этих рекомендаций в клинической практике, здравоохранении и политике. Для достижения простоты подход GRADE классифицирует качество доказательств на один из четырех уровней - высокий, средний, низкий и очень низкий:
Таблица 1. Качество доказательств и определений (изменено с )
| Высокое      | Мы очень уверены, что истинный эффект близок к оценке эффекта                                                                                      |
| Среднее      | Мы умеренно уверены в оценке эффекта: истинный эффект, вероятно, будет близок к оценке эффекта, но есть вероятность, что он существенно отличается |
| Низкое       | Наша уверенность в оценке эффекта ограничена: истинный эффект может существенно отличаться от оценки эффекта                                       |
| Очень низкое | У нас очень мало уверенности в оценке эффекта: истинный эффект, вероятно, будет существенно отличаться от оценки эффекта                           |

Рабочая группа GRADE разработала программное приложение, которое облегчает использование подхода, позволяет разрабатывать сводные таблицы и содержит руководство GRADE. Программное обеспечение бесплатно для некоммерческих организаций и доступно онлайн. Подход GRADE для оценки достоверности в доказательствах широко применим, в том числе к вопросам о диагностике, прогнозировании, сетевом метаанализе и здравоохранении.

## Текущая практика
Более 100 организаций (включая Всемирную организацию здравоохранения, Национальный институт здравоохранения и передового опыта Великобритании (NICE), Канадскую целевую группу по профилактической медицинской помощи, Министерство здравоохранения Колумбии и др.) Одобрили и / или используют GRADE для оценки качества фактических данных и усиления рекомендаций здравоохранения. (См. Примеры руководств по клинической практике с использованием GRADE онлайн).
Таблица 2. Факторы и критерии, определяющие направление и силу рекомендации
| Фактор и критерии * | Как фактор влияет на направление и силу рекомендации |
| --- | --- |
| Проблема Этот фактор может быть интегрирован с балансом выгод, вреда и тяжести.                                               | Проблема определяется важностью и частотой решаемой проблемы здравоохранения (тяжесть болезней, распространенность или исходный риск). Если проблема имеет большое значение, более вероятна сильная рекомендация |
| Ценности и предпочтения | Здесь описывается, насколько важны последствия для здоровья для пострадавших, насколько они изменчивы и существует ли неопределенность по этому поводу. Чем меньше изменчивость или неопределенность в отношении ценностей и предпочтений для критических или важных результатов, тем более вероятна сильная рекомендация.                                                        |
| Качество доказательств | Уверенность в любой оценке критериев, определяющих направление и силу рекомендации, будет определять, предлагается ли сильная или условная рекомендация. Тем не менее, общее качество, которое присваивается рекомендации, соответствует доказательству воздействия на важные для населения результаты. Чем выше качество доказательств, тем более вероятна сильная рекомендация. |
| Преимущества и вред и тяжесть                                                                                                 | Это требует оценки абсолютных последствий как пользы и вреда, так и их важности. Чем больше чистая выгода или чистый вред, тем более вероятна сильная рекомендация за или против опции. |
| Последствия для ресурсов | Здесь описывается, насколько ресурсоемким является вариант, является ли он экономически эффективным и имеет ли это дополнительное преимущество. Чем более выгодны или явно невыгодны эти последствия для ресурсов, тем более вероятно, что это сильная рекомендация. |
| Справедливость Этот фактор часто рассматривается в предпочтениях значений, а также часто включает в себя соображения ресурсов | Чем выше вероятность уменьшения несправедливости или увеличения справедливости и чем более доступный вариант, тем более вероятной является сильная рекомендация. |
| Приемлемость Этот фактор может быть интегрирован с балансом выгод, вреда и тяжести.                                           | Чем выше приемлемость варианта для всех или большинства заинтересованных сторон, тем более вероятна сильная рекомендация. |
| Выполнимость Этот фактор включает соображения о ценностях и предпочтениях, а также последствия для ресурсов.                  | Чем выше приемлемость варианта для всех или большинства заинтересованных сторон, тем более вероятна сильная рекомендация. |

*Факторы, для которых описано перекрытие, часто не указываются отдельно в таблице решений.